# Aloe teissieri
Aloe teissieri là một loài thực vật có hoa trong họ Măng tây. Loài này được Lavranos mô tả khoa học đầu tiên năm 2002.